# 皆木一舞
皆木 一舞（みなき いぶ、1996年12月24日 - ）は、日本の俳優である。
東京都出身。ウィルビー・インターナショナル所属。

## 来歴
2017年6月、ミュージカライブ『アンプラネット-ボクの名は-』でデビュー。
2018年3月26日、芸名をIbu（いぶ）から皆木 一舞（みなき いぶ）へと改名する。同年5月から2020年3月までミュージカル『テニスの王子様 3rdシーズン』で不二周助役を務める。
2020年8月14日、学業を優先するため芸能活動を一時休止することを発表。2021年9月に上演されたミュージカル『From Hello Kitty』で芸能活動を再開した。

## 人物
- 趣味はダンス[1]。
- 特技はルービックキューブ、空手[1]。

## 出演

### 舞台
- アンプラネット - 準惑星ハウメア人☆サティ[4] / 瀬南千翠[注釈 1] 役
  - ミュージカライブ『アンプラネット-ボクの名は-』（2017年6月8日 - 18日、紀伊國屋ホール）[注釈 2][5]
  - 『E.T.L extra 〜Volume上げてRising★ハイ!スペーストリップに出発だ!〜』リバイバル上映イベント（2017年7月17日、DMM VR THEATER） - 本人としてゲスト出演[6]
  - アンプラネットと応援上映☆イベント（2017年7月31日・8月2日・3日、アニメイトAKIBAガールズステーション）[7]
  - 『E.T.L vol.8 ～ボクらのアジトでNATSU☆祭～ 』（2017年8月22日 - 25日、品川プリンスホテル クラブeX）[8]
  - アンプラネット調査倶楽部 一日店長イベント（2017年8月28日、アニメイトAKIBAガールズステーション） - 本人として出演[9]
  - 『アンプラネット-Back to the Past-!』（2018年1月5日 - 14日、品川プリンスホテル クラブeX）[10]
  - 『E.T.L vol.214 〜ほしいのはキミのチョコだけ!〜』（2018年2月14日 - 17日、品川プリンスホテル クラブeX）[11]
  - GS382 ー暁の章ー（2021年12月17日・18日・21日 - 23日、Mixalive TOKYO Theater Mixa） - 瀬南千翠 役（2部ライブパート回替わりゲスト）[12]
  - P.P.P 222 ～Prime Poetical Party～（2022年2月11日 - 14日、品川プリンスホテル クラブeX）[13]
- 舞台『ACCA13区監察課』（2017年11月3日 - 12日、品川クラブeX） - アンサンブル出演[14]
- ミュージカル『テニスの王子様』3rdシーズン - 不二周助 役
  - Dream Live 2018（2018年5月21日、横浜アリーナ） - 夜公演（千秋楽）のみ
  - 全国大会 青学vs氷帝（2018年7月12日 - 9月24日、TOKYO DOME CITY HALL 他）[15]
  - TEAM Party SEIGAKU・HIGA（2018年10月17日 - 28日、AiiA 2.5 Theater Tokyo 他）
  - テニミュ文化祭（2018年11月23日 - 24日、池袋・サンシャインシティ ワールドインポートマートビル4階 展示ホールA）
  - 青学vs四天宝寺（2018年12月20日 - 2019年2月17日、日本青年館ホール 他）
  - 全国大会 青学vs立海 前篇（2019年7月11日 - 9月29日、TOKYO DOME CITY HALL 他）
  - 秋の大運動会 2019（2019年10月8日・9日、横浜アリーナ）
  - 全国大会 青学vs立海 後篇（2019年12月19日 - 2020年2月16日、TOKYO DOME CITY HALL 他）
  - Thank-you Festival 2020（2020年2月26日 - 2020年3月1日、カルッツかわさき ホール）
- Nostalgic Wonderland♪ ～song & dance show～ 2020（2020年8月8日、恵比寿 ザ・ガーデンホール） - ゲスト出演
- Sanrio Kawaii ミュージカル『From Hello Kitty』（前期公演:2021年7月26日 - 8月22日 / 後期公演: 8月24日9月14日 - 9月26日[注釈 3]、IHIステージアラウンド東京） - なかよくハート 役
- 舞台『魔法使いの約束』 - クロエ 役
  - 第2章（2021年11月5日 - 21日、天王洲 銀河劇場）
  - 第3章（2022年4月29日 - 5月22日、天王洲 銀河劇場 他）[16]
  - 祝祭シリーズPart1（2023年2月17日 - 3月5日、天王洲 銀河劇場）[17]
  - エチュードシリーズ Part2（2024年11月30日 - 12月22日、天王洲 銀河劇場 他）[18]
  - きみに花を、空に魔法を 前編（2025年9月6日 - 10月5日〈予定〉、天王洲 銀河劇場 他）[19][20]
  - きみに花を、空に魔法を 後編（2026年）[19]
- 和道ノ阿修羅〈阿修羅ノ国編〉（2021年12月10日 - 12月12日、京都劇場）
- ミュージカル『Dear my パパ』（2022年9月3日 - 10日、シアター1010） - 日野ゆうや 役[21]
- ［Soft Boiled Theater-1］クリエイティブユニット【ソフトボイルド】朗読劇『人生一度だけの魔法』（2022年11月3日・5日、シアターグリーン）[22]
- 舞台『25Magic』Verde Ver（2022年12月11日 - 19日、三越劇場） - 木島司 役[23]
- リバース ヒストリカ（2023年4月26日 - 29日、赤坂RED/THEATER）[24][25]
- ミュージカル『青春-AOHARU-鉄道』  - 中央線（中央本線） 役
  - ミュージカル『青春-AOHARU-鉄道』5～鉄路にラブソングを～（2023年6月15日 - 7月2日、天王洲 銀河劇場 他）[26]
  - ミュージカル『青春-AOHARU-鉄道』〜地下の中心で愛をさけんだMétro〜（2023年12月21日 - 31日、品川プリンスホテル クラブeX）[27]
  - ミュージカル『青春-AOHARU-鉄道』コンサート Rails Live 2025（2025年11月22日 - 24日〈予定〉、TACHIKAWA STAGE GARDEN）[28]
- なおりく第一回本公演『声。』（2023年8月23日 - 8月27日、バルスタジオ）- 影村湘太 役
- ミュージカル『ロミオの青い空』〜誓い〜（2025年5月2日 - 11日、天王洲 銀河劇場） - アントニオ 役[29]
- 舞台『地獄の控室』（2025年5月30日 - 6月8日、ザ・ポケット） - ユノ 役[30]

### イベント
- 許斐剛★パーフェクトLIVE〜一人オールテニプリフェスタ2018〜（2018年6月10日、パシフィコ横浜 国立大ホール） - ミュージカル『テニスの王子様』3rdシーズン 不二周助 役
- 舞台『魔法使いの約束』メモリアルイベント（2022年10月1日 - 16日、AiiA 2.5 Theater Kobe）[31]